# Jizan (province)
Pour la ville, voir Jizan.
Jizan (en arabe : جازان) est une province d'Arabie saoudite, petite et peuplée, au sud ouest, sur la Mer Rouge, à la frontière du Yémen, jouxtant les provinces d'Asir et un peu de La Mecque, comptant près de 300 km de côtes et une centaine d'îles.

## Géographie
Elle se compose de quatre régions :
- les monts Al Sarawat, (district d'Al Hazoun), avec le mont Fifa (3600 m),
- les forêts et pâturages de Al Hazoun
- la zone fruitière irriguée, plaines alluviale fertile : café, fruits : bananes, pommes, raisin, citrons, mangues, oranges, papayes, prunes, tamarins...
- la zone côtière, ou Tihama, étroite bande de plus de 300 km, séparée de la mer par les marécages côtiers : céréales (orge, millet, blé), légumes.

## Histoire
Jizan ou Jazan serait l'ancienne Al Mikhlaf Al Shimani. 
La région compte une dizaine de sites archéologiques, de différentes cultures : Asir, Upper Jizzan, Jabal Jahfan, Qalaat Abi Arish, Qalaat Al Abla...
La province a été rattachée au royaume saoudien, mais une partie de la population revendique ses particularités régionales.
Des tensions perturbent la zone frontalière du Yémen, lors de la Guerre du Saada, depuis 2000.

## Organisation administrative
Les 14 gouvernorats sont les suivants :
| Dénomination         | Nom arabe    | Recensement du 15/09/2004 | Recensement provisoire du 28/04/2010 |
| -------------------- | ------------ | ------------------------- | ------------------------------------ |
| Abou Arish           | أبو عريش     | 123,943                   | 197,112                              |
| Alddair              | الدائر       | 49,239                    | 59,494                               |
| Alddarb              | الدرب        | 52,062                    | 69,134                               |
| Ahad Almasarihah     | أحد المسارحة | 70,038                    | 110,710                              |
| Alaridah             | العارضة      | 62,841                    | 76,705                               |
| Alaydabi             | العيدابي     | 52,515                    | 60,799                               |
| Alharth              | الحرث        | 47,073                    | 18,586                               |
| Alrayth              | الريث        | 13,406                    | 18,961                               |
| Baish                | بيش          | 58,269                    | 77,442                               |
| Damad                | ضمد          | 62,366                    | 71,601                               |
| Farasan              | فرسان        | 13,962                    | 17,999                               |
| Jizan                | جازان        | 255,340                   | 157,536                              |
| Sabya                | صبياء        | 198,086                   | 228,375                              |
| Samtah               | صامطة        | 128,447                   | 201,656                              |
| Total de la province | جازان        | 1,187,587                 | 1,365,110                            |

## Climat
Le climat est chaud en été et doux en hiver, avec une moyenne annuelle de 23 à 25 °C, et des précipitations de 45 à 100mm/an.
En zone côtière, la température varie de 30 °C à 40 °C, pour une humidité proche de 100 %, et des précipitations de 75 mm/an, et des vents pouvant atteindre 25km/h en été.

## Centres d'intérêt touristique
- Port de Jizan, où l'on construit toujours des dhows,
- Superbes montagnes Faifa : vallée de Qaa, Karthah, mont Thwayei, mont Hakamy, Al Abseyah, Al-Soudah, Habalah, Asir National Park,
- Îles Farasan, peu habitées, réserve d'oiseaux, gazelles, oryx, dugongs, paradis pour l'observation animale...

L'aéroport provincial de Jizan relie la province aux principales autres provinces, dont Jeddah, Riyadh, Najran, Sharurah...

## Agglomérations
Du nord au sud : 
- à proximité de la mer, route 5 : Al Qahmah, Musaykah, Ash Shuqayq, Ad Darb, Al Matan, Bisa, Kadara, Umm al Khashab, Mahla, Sabya, Jizan, Samtah, Al Muwassam, Al Tual,
- à l'intérieur : Qura, Arwaj, Samtan, Damad, Abou Arish, Malakiyah, Ahad Mizah, Juha, At Tawal, Al Aridah.